# MNK Osijek Kandit
Malonogometni klub Osijek Kandit je futsal klub iz Osijeka koji svoje domaće utakmice igra u Sportskoj dvorani Zrinjevac.

## Vanjske poveznice
- Profil  Arhivirana inačica izvorne stranice od 15. svibnja 2012. (Wayback Machine) na malinogomet.info
- Profil na uefa.com